# Années 1450 av. J.-C.
Les années 1450 av. J.-C. couvrent les années de 1459 av. J.-C. à 1450 av. J.-C.

## Évènements
- Vers 1460 av. J.-C.[1] : Ulamburiash, roi kassite de Babylone profite d’une campagne en Élam du roi des pays de la Mer Ea-gâmil pour lui ravir le pays de Sumer[2].
- 1457 av. J.-C.[1] : campagne de Thoutmôsis III en Nubie à la suite d’une révolte, lors de l'an 47 de son règne[3]. Il établit la domination égyptienne jusqu’à la 4e cataracte (inscription de Kenissa-Kourgous au Gebel Barkal), pour maîtriser les accès sud aux régions de mines d’or.

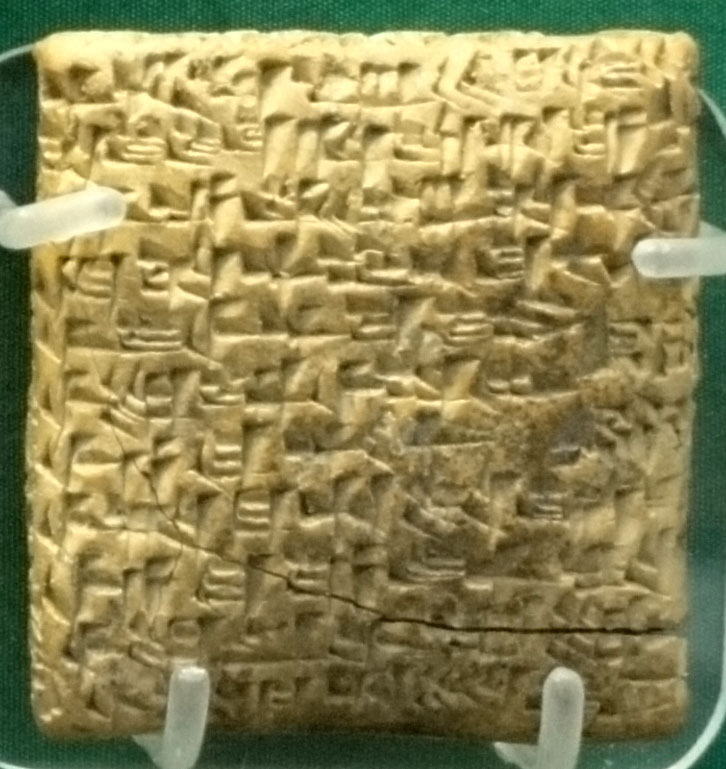
Tablette mentionnant le nom du roi Niqmépa. British Museum.

- Avant 1450 et vers 1450-1425 av. J.-C. : Niqmépa, puis son fils Ilimlimma, rois d’Alalakh, vassaux du  royaume d’Alep, en Syrie[4].
- Vers 1450-1370 av. J.-C. : tablettes d’Alalakh (niveau IV)[5]. Elles nous renseignent sur la vie d’une petite capitale d’un royaume de Syrie, centre provincial apparemment prospère, malgré l’instabilité politique. Les fouilles ont dégagé le palais du roi Niqmépa et de son fils Ilimlimma, qui montre une rupture avec la tradition architecturale locale, où l’on distingue les prémices d’une forme nouvelle en rapport avec l’architecture hittite connue à l’age du fer sous le nom de bit hilani[6].
- Vers 1450 av. J.-C. : en Crète, destruction des seconds palais[7].